# Dtv-Atlas Weltgeschichte
Der dtv-Atlas Weltgeschichte ist ein populärwissenschaftlicher Geschichtsatlas der Historiker Hermann Kinder und Werner Hilgemann. 

## Allgemeines
Im dtv-Atlas Weltgeschichte wird die Geschichte der Welt mit einer Vielzahl von Grafiken, Tabellen und insbesondere thematischen Karten dargestellt. Daneben fasst der Atlas die wichtigsten Daten zu den jeweiligen Landeshistorien in chronologischen Abrissen zusammen. Seine Kompaktheit, sein Übersichtscharakter und wohl auch sein Preis verhalfen dem Nachschlagewerk zu einer hohen Popularität im deutschsprachigen Raum.
Der dtv-Atlas wurde in zahlreiche Sprachen übersetzt, darunter Arabisch, Bulgarisch, Dänisch, Estnisch, Französisch, Englisch, Italienisch, Japanisch, Lettisch, Litauisch, Niederländisch, Polnisch, Portugiesisch, Rumänisch, Schwedisch, Spanisch, Tschechisch, Ukrainisch und Ungarisch.

## Geschichte
Der erste Band „Von den Anfängen bis zur Französischen Revolution“ erschien September 1964 im Deutschen Taschenbuchverlag, zwei Jahre später folgte der zweite Band, der die Geschichte „Von der Französischen bis zur Gegenwart“ behandelt. Die beiden Teile befinden sich aktuell in der 44. und 46. Auflage und führen das Werk mit zeitgeschichtlichen Ereignissen bis zum Jahr 2015 fort (Stand 2024). Zeitweilig erschien der Atlas auch als einbändiges Werk unter dem Titel „dtv-Atlas Weltgeschichte. Von den Anfängen bis zur Gegenwart“. Die 3. Auflage aus dem September 2006 umfasste die Geschichte der Gegenwart bis 2005.
Nach dem Tod von Hermann Kinder überarbeitete und ergänzte Werner Hilgemann ab der 12. Auflage allein weiter. Für die Überarbeitung der Jahre ab 1965 und Erweiterung bis 1990 zur 25. Auflage erhielt er Unterstützung von Wolfgang Pöppinghaus. In den darauf folgenden Jahren übernahm Manfred Hergt zunächst die Erweiterungen für die Zeit ab 1990 und nach langjähriger Zusammenarbeit bis zum Tod Werner Hilgemanns ab 2004 schließlich die Gesamtverantwortung für die 39. und alle später erschienenen Auflagen des Werks. Harald und Ruth Bukor, in den neueren Auflagen auch Werner Wildermuth, verantworten die graphische Gestaltung der Abbildungen und Karten.

## Ausgaben
- Manfred Hergt, Hermann Kinder, Werner Hilgemann: dtv-Atlas Weltgeschichte. Band 1: Von den Anfängen bis zur Französischen Revolution. 44. Auflage. dtv, München 2011, ISBN 978-3-423-03331-2.
- Manfred Hergt, Hermann Kinder, Werner Hilgemann: dtv-Atlas Weltgeschichte. Band 2: Von der Französischen Revolution bis zur Gegenwart. 46. Auflage. dtv, München 2015, ISBN 978-3-423-03332-9.
- Manfred Hergt, Hermann Kinder, Werner Hilgemann: dtv-Atlas Weltgeschichte. Von den Anfängen bis zur Gegenwart. (= Sonderausgabe in einem Band). 3. Auflage. dtv, München 2006, ISBN 978-3-423-08598-4.